# بارنز (ويسكونسن)
بارنز (بالإنجليزية: Barnes, Wisconsin)‏ هي بلدة تقع بولاية ويسكونسن في الولايات المتحدة. تبلغ مساحتها 321.8 (كم²)، وترتفع عن سطح البحر 362 م، بلغ عدد سكانها 610 نسمة في عام 2000 حسب إحصاء مكتب تعداد الولايات المتحدة وتصل الكثافة السكانية فيها 2 نسمة/كم2.

## وصلات خارجية
- http://www.Barnes-Wi.com
- The US50 - Cities and Towns in Wisconsin State
- Wisconsin Cities and Towns, Facts, Map, Flag, Colleges, Government, and More